# Ель-Парраль
Ель-Парраль (ісп. El Parral) — муніципалітет в Іспанії, у складі автономної спільноти Кастилія-і-Леон, у провінції Авіла. Населення — 115 осіб (2010).
Муніципалітет розташований на відстані близько 120 км на захід від Мадрида, 28 км на північний захід від Авіли.

## Демографія
Динаміка населення (INE ):